# Gyraulus convexiusculus
Gyraulus convexiusculus es una especie de caracol de agua dulce, un molusco gasterópodo pulmonado acuático  perteneciente a la familia Planorbidae.

## Ecología
Entre sus depredadores se encuentran las larvas de Luciola substriata.
Gyraulus convexiusculus es el primer huésped intermedio conocido de Artyfechinostomum malayanum.
Gyraulus convexiusculus es un posible primer y segundo huésped intermedio de Echinostoma cinetorchis en Corea, según pruebas de laboratorio.

## Uso humano
Es parte del comercio de especies ornamentales para acuarios de agua dulce.